# 交趾支那

交趾支那（藍色）在法屬印度支那的位置

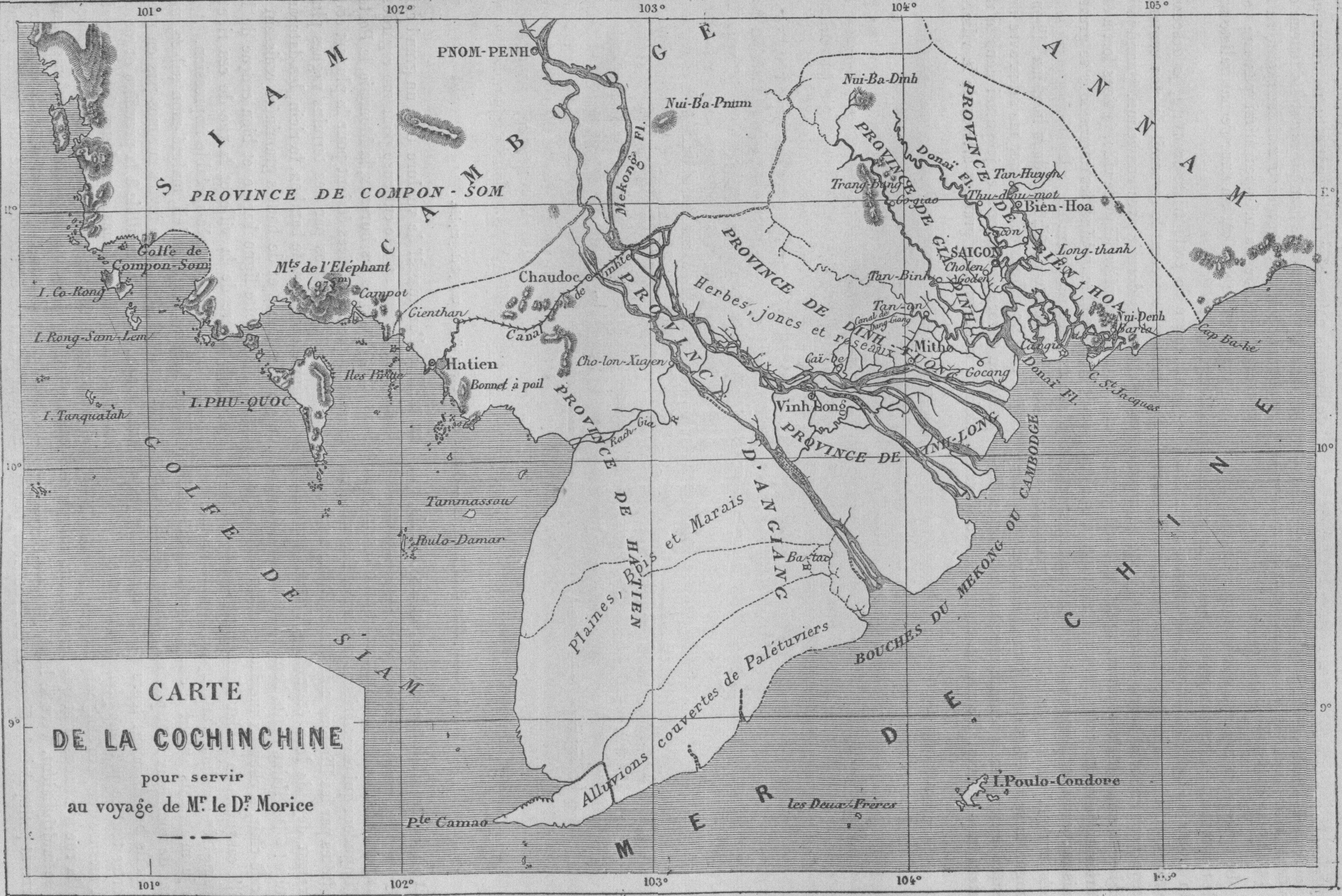
交趾支那地圖，1872年

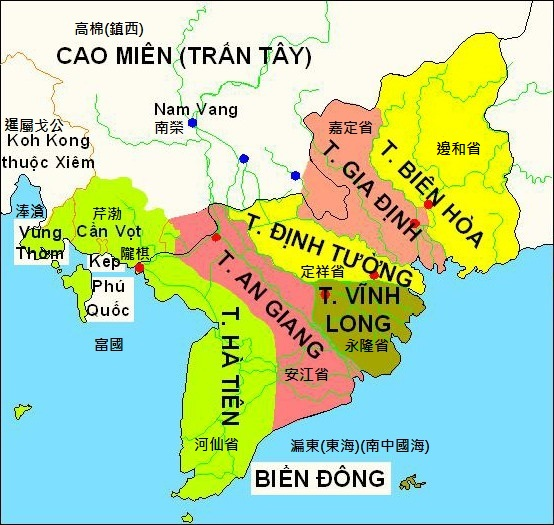
南圻六省1832-1841年，黑線為今日國界

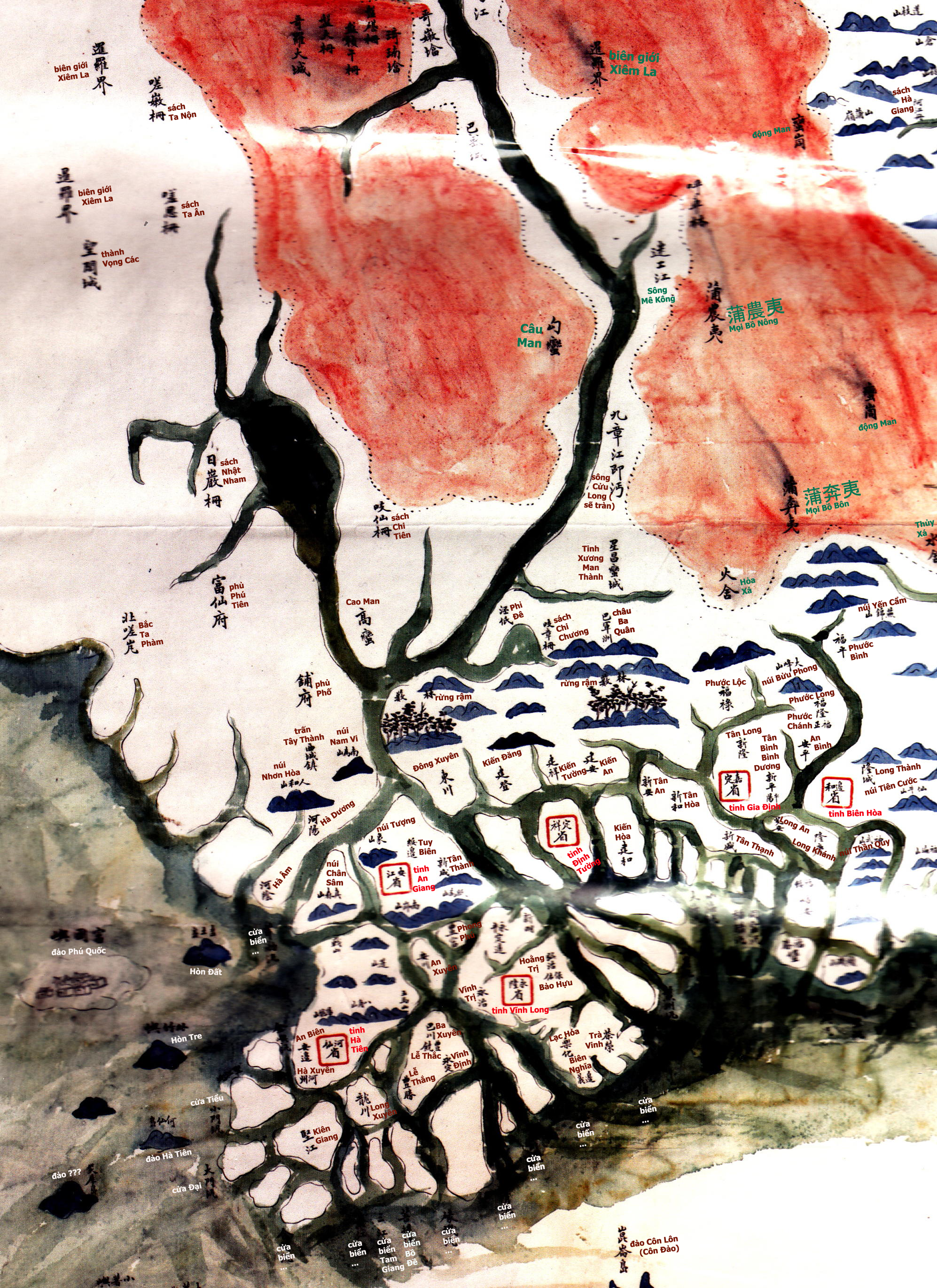
南圻六省1899年

交趾支那（越南语：／?），是中南半島的一個歷史地名，位于今日越南南部，占越南南部面积的三分之一，其西面与北面与柬埔寨接壤。越南人稱之為南圻，意為「南方之土」。
交趾支那的原住民是占族、高棉族（下高棉人）和高地民族，17世紀起逐漸被越南的廣南國-阮朝蠶食。交趾支那地域中，原屬柬埔寨（高棉）的一部份地區被柬埔寨方面稱為下柬埔寨。在阮朝時期，南圻特指邊和、嘉定、定祥、永隆、安江、河僊等所謂南圻六省。1862年，法國透過第一次西貢條約從阮朝正式取得了南圻六省中的東三省（邊和、嘉定、定祥），1874年，第二次西貢條約正式取得西三省（永隆、安江、河僊）。

## 名称来源
交趾是中国古代对越南的称呼，主要包括今越南北部。
葡萄牙殖民者把当时越南尚未分裂的后黎朝称为“cauchy”、“cauchy chyna”。cauchy一词来自马来人的“kuchi”。在16-18世纪郑阮纷争时期，用作称呼南方的阮主政权。等到19世纪后半叶，法国侵占南圻，又将南圻称作cochinchine。而来到南圻谋生的华人又将这个词音译作交趾支那。

## 历史

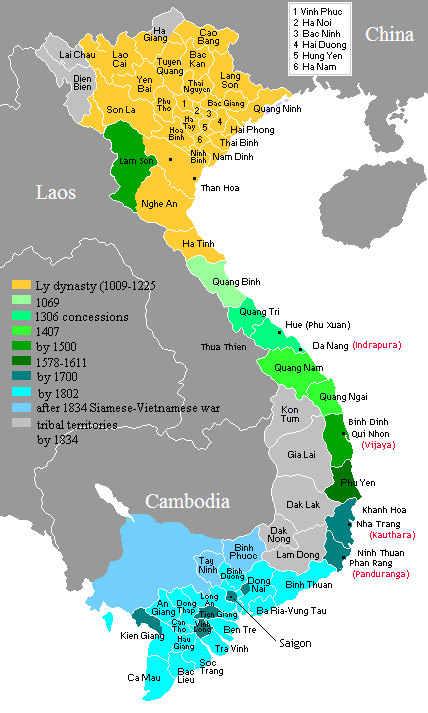
越南「南進」示意圖。最下方藍色部分即下柬埔寨，包含現今越南柬埔寨部分領土。

1623年，廣南國阮主阮福源將女兒阮氏玉萬嫁給了柬埔寨國王吉·哲塔二世。获得柬埔寨国王同意，在今西贡建立了贸易社区。由于北方郑阮纷争爆发，廣南國迫於北方鄭主壓力只能向南方扩张。1679年，柬埔寨國王吉·哲塔四世委派中國明朝遺民鄚玖擔任此地的屋牙，率領華僑來到這裡進行開發，建立河仙鎮。1698年，阮有鏡擔任統率，進攻高棉。當時高棉國內鬥不斷，國家衰弱。下高棉地區早有大量越南人和華人定居，阮主此次用兵，想將下高棉地區納入統治。阮有鏡很快攻佔了東浦，設嘉定府統轄該地。在鹿野設福隆縣，建鎮邊營；在柴棍設新平縣，建藩鎮營。
1708年，鄚玖遣使到富春（今順化）覲見阮主阮福淍，被封為河仙鎮總兵，成為廣南國藩屬。
1715至70年，阮主与柬埔寨打了最少三场战役，雖然柬埔寨每次都有宗主国暹罗(泰國)支援。但阮主仍逐漸扩大其治下的版图。
1858年法国皇帝拿破仑三世發動南圻遠征，在1858年9月占领岘港。1859年2月18日，法国占领边和省、嘉定省和定祥省三个南部省份。1862年4月13日，越南被迫将它们割让给法国。1864年，法国将所得领土称为交趾支那。
1867年，法国夺得安江省、河仙省和永隆省三省，1874年，第二次西貢條約正式取得。1887年，法属印度支那成立交趾支那成为其一部分 (当时包括安南、東京与柬埔寨，1893年法暹戰爭後併入寮國)。1941年7月28日，日本军驻守于该地，在1945年3月9日发动三九政变正式占领它，直到战争结束。1946年，法國宣稱交趾支那是一個“自治共和國”，這是第一次印度支那戰爭的原因之一。1949年5月22日，法國議會通過了南圻併入越南的提案。6月4日，归入越南临时中央政府治下。